# Jake Sully
Olo'eyktan Jake Sully, o Tsyeyk Suli en lengua naʼvi, es un personaje ficticio y protagonista principal de la serie de películas de ciencia ficción estadounidense Avatar, creada por James Cameron. Jake Sully sirvió en el 1.er Batallón de Reconocimiento del Cuerpo de Marines de los Estados Unidos, pero fue dado de baja después de que una lesión lo dejara paralizado de la cintura para abajo. Después de enterarse de que su hermano gemelo idéntico, Tom, ha muerto, Jake acepta reemplazarlo en el Programa Avatar de la RDA en Pandora, donde los humanos controlan de forma remota a los híbridos humanos/Na'vi para navegar con seguridad por el planeta. Perdido en los bosques de Pandora, Jake es atacado por un grupo de viperlobos cuando Neytiri, una Na'vi, lo salva. Jake se vuelve contra la RDA después de simpatizar con los Na'vi y aparearse con Neytiri. Jake se convierte en el sexto Toruk Makto y lidera a los Na'vi en una batalla para expulsar a la RDA de Pandora. Después de que su cuerpo humano resulta mortalmente herido, la conciencia de Jake se transfiere permanentemente a su avatar a través del Árbol de las Almas. Durante los siguientes quince años, Jake tiene tres hijos con Neytiri: Neteyam, Lo'ak y Tuk, y adopta a otros dos: Kiri y Miles «Spider» Socorro.
El personaje es interpretado por Sam Worthington en Avatar (2009) y sus secuelas, que incluyen Avatar: The Way of Water (2022) y el próximo Avatar:fuego y ceniza. También aparece en la literatura, incluidos los cómics publicados por Dark Horse Comics.

## Desarrollo

### Casting
James Cameron le ofreció el papel a Matt Damon, con una participación del 10% en los beneficios de la película, pero Damon rechazó el filme debido a su compromiso con The Bourne Ultimatum. Otros actores notables que audicionaron para el papel incluyen a Chris Pratt y Chris Pine con el estudio empujando a Jake Gyllenhaal para interpretar el papel.
Finalmente, los tres finalistas para el papel fueron Channing Tatum, Chris Evans y Sam Worthington, y Cameron se decantó por Worthington basándose en su lectura del discurso culminante:

Me gustó mucho el atractivo de Channing. Me gustó el atractivo de Chris. Ambos eran grandes chicos. Pero Sam tenía una calidad de voz y una calidad de intensidad. Todo el mundo hizo más o menos lo mismo en todo el material a través del guión, a excepción del discurso final en el que se levanta y dice: «Esta es nuestra tierra, cabalga ahora, ve tan rápido como el viento pueda llevarte». Todo eso. Yo le habría seguido a la batalla. Y no habría seguido a los otros chicos. Desde entonces han tenido carreras fantásticas y todo eso, pero Sam estaba listo. Él estaba listo.

Worthington, que por aquel entonces vivía en su coche, hizo dos audiciones al principio del desarrollo y firmó para las secuelas de la película. Cameron pensó que, como Worthington no había grabado ninguna película importante, le daría al personaje «una cualidad que es realmente genuina». Cameron dijo que «tiene esa cualidad de ser un tipo con el que te gustaría tomarte una cerveza, y al final se convierte en un líder que transforma el mundo».

## Apariciones

### Películas

#### Avatar(2009)
Jake Sully sirvió en el Cuerpo de Marines de los Estados Unidos, pero fue licenciado tras recibir una grave lesión medular durante un servicio en Venezuela, que le dejó paralizado de cintura para abajo. La Administración para el Desarrollo de Recursos (RDA) informa a Jake de que su hermano gemelo Tom ha muerto. Debido a su idéntica genética, la RDA le ofrece la oportunidad de ocupar el lugar de su hermano en el Programa Avatar de la RDA en Pandora, una luna similar a la Tierra en Alfa Centauri habitada por los Na'vi; el Programa Avatar implica la creación de clones híbridos humano/Na'vi que están genéticamente vinculados a sus «pilotos» humanos, lo que significa que Jake puede controlar el avatar de su hermano debido a que son gemelos. 
Al llegar a Pandora, la Dra. Grace Augustine, jefa del Programa Avatar, considera a Sully un sustituto inadecuado para Tom, pero acepta su misión como guardaespaldas. Mientras escolta a los avatares de Grace y de su colega científico, el Dr. Norm Spellman, el avatar de Jake es atacado por un thanator. Huyendo al bosque, Jake es rescatado por Neytiri, una Na'vi. Al ver una señal auspiciosa, se lo lleva a su clan. Mo'at, la madre de Neytiri y líder espiritual del clan, ordena a su hija que inicie a Jake en su sociedad. Aprovechándose de su nueva posición, el coronel Miles Quaritch, jefe de la fuerza de seguridad privada de la RDA, promete pagarle una operación que le permitiría volver a caminar, a cambio de que dé información sobre los Na'vi. Tras enterarse de esto, Grace se traslada con Jake y Norm a un puesto de avanzada. 
Durante los tres meses siguientes, Jake se enamora de Neytiri y empieza a simpatizar con los Na'vi. Jake revela su cambio de lealtad cuando intenta inutilizar una excavadora que amenaza con destruir un lugar sagrado de los Na'vi. Quaritch muestra una grabación de vídeo del ataque de Jake a la excavadora y otra en la que admite que los Na'vi nunca abandonarán el Árbol Madre al Administrador Parker Selfridge, que les ordena destruirlo. Jake pide a Selfridge que le dé una hora para convencer a los Na'vi de que evacuen antes de comenzar el ataque. 
Jake confiesa a los Na'vi que era un espía, y éstos les toman cautivos a él y a Grace mientras los hombres de Quaritch destruyen el Árbol Madre. En medio del caos, Mo'at libera a Jake y Grace, que son separados de sus avatares y encarcelados por la RDA. Asqueada por la brutalidad de Quaritch, la piloto Trudy Chacón libera a Jake, Grace y Norm, y los traslada por aire al puesto de avanzada de Grace, pero ésta es abatida por Quaritch durante la huida. Para recuperar la confianza de los Na'vi, Jake conecta su mente a Toruk, un depredador con aspecto de dragón que es temido y honrado por los Na'vi. Al encontrar a los refugiados en el sagrado Árbol de las Almas, Jake suplica a Mo'at que cure a Grace y transfiera su cuerpo humano a su avatar con la ayuda del Árbol de las Almas, pero ella muere antes de que el proceso pueda completarse. Apoyado por el nuevo jefe Tsu'tey, Jake une al clan y les dice que reúnan a todos los clanes para luchar contra la RDA. Durante la batalla subsiguiente, los Na'vi sufren grandes bajas, pero son rescatados cuando la fauna de Pandora se une inesperadamente al ataque y arrolla a los humanos, lo que Neytiri interpreta como la respuesta de Eywa a la plegaria de Jake. Jake destruye un bombardero improvisado antes de que pueda alcanzar el Árbol de las Almas. Mientras tanto, Quaritch, vestido con un traje AMP, escapa de su propia aeronave dañada, y más tarde encuentra y rompe la unidad de enlace avatar que contiene el cuerpo humano de Jake, exponiéndolo a la atmósfera venenosa de Pandora. Quaritch se prepara para degollar al avatar de Jake, pero Neytiri mata a Quaritch y salva a Jake de la asfixia, viendo su forma humana por primera vez. Con la excepción de Jake, Norm y unos pocos más, todos los humanos son expulsados de Pandora y devueltos a la Tierra. Jake es transferido permanentemente a su avatar con la ayuda del Árbol de las Almas.

#### Avatar: The Way of Water(2022)
Más de una década después de que los Na'vi repelieran la invasión humana de Pandora, Jake Sully vive como jefe del clan Omaticaya y ha formado una familia con Neytiri que incluye a los hijos Neteyam te Suli Tsyeyk'itan (Neteyam Sully) y Lo'ak te Suli Tsyeyk'itan (Lo'ak Sully), hija Tuktirey "Tuk" te Suli Neytiri'ite (Tuk Sully), hija adoptiva Kiri te Suli Kìreysì'ite (Kiri Sully) que nació del avatar inerte de Grace Augustine, y un niño humano llamado Miles Quaritch "Spider" Socorro, hijo del Coronel Miles Quaritch que no pudo ser transportado a la Tierra debido a su corta edad. La RDA regresa a Pandora y erige una nueva base de operaciones principal llamada Ciudad Cabeza de Puente para preparar Pandora para la colonización. También llegan los Recombinantes, avatares Na'vi implantados con las mentes y recuerdos de marines de la RDA fallecidos, incluido Quaritch, que actúa como su líder.
Jake inicia una campaña de guerrilla contra las líneas de suministro de la RDA, pero Quaritch captura a sus hijos. Jake y Neytiri llegan y liberan a la mayoría de ellos, pero Spider es capturado por Quaritch, que lo reconoce como su hijo. Conscientes del peligro que supone para su seguridad que Spider conozca su paradero, Jake y su familia se exilian de la Omaticaya y se refugian en el clan de la gente del arrecife Metkayina, en la costa oriental de Pandora, donde les dan cobijo, a pesar de que algunos miembros de la tribu consideran que tienen "sangre de demonio" por su herencia genética humana. La familia aprende las costumbres de la gente del arrecife, Kiri desarrolla un vínculo espiritual con el mar y sus criaturas, y Lo'ak entabla amistad con Tsireya, la hija del jefe del clan Tonowari y su esposa Ronal.
El hermano de Tsireya, Aonung, y sus amigos incitan a Lo'ak a adentrarse en el territorio de un peligroso depredador marino y lo dejan varado. Lo'ak se salva y entabla amistad con un tulkun llamado Payakan. Kiri intenta enlazar con el Árbol Espiritual de los Metkayina, pero sufre un violento ataque, lo que lleva a Jake a pedir ayuda a Norm Spellman y Max Patel, permitiendo sin querer que la RDA les siga hasta donde viven los Metkayina. Quaritch se apodera de un barco ballenero y comienza a matar brutalmente a los tulkuns para sonsacar a Jake.
Al enterarse de los asesinatos de tulkun, Lo'ak sale para advertir a Payakan, seguido por sus hermanos, Tsireya, Aonung y Rotxo. Lo encuentran perseguido por los balleneros, y Lo'ak, Tsireya y Tuk son capturados por Quaritch. Con sus hijos en peligro, Jake, Neytiri y los Metkayina se disponen a enfrentarse a los humanos. Quaritch obliga a Jake a rendirse, pero al ver a Lo'ak en peligro, Payakan ataca a los balleneros, desencadenando una lucha que daña gravemente el barco, provocando su hundimiento. Neteyam rescata a Lo'ak, Tsireya y Spider, pero recibe un disparo mortal. Jake se enfrenta a Quaritch, que utiliza a Kiri como rehén, resistiéndose sólo cuando Neytiri hace lo mismo con Spider.
Jake, Quaritch, Neytiri y Tuk acaban atrapados en el interior de la nave que se hunde. Jake estrangula a Quaritch hasta dejarlo inconsciente y es rescatado por Lo'ak y Payakan, mientras Kiri convoca a criaturas marinas para que la ayuden a salvar a Neytiri y Tuk. Spider encuentra y rescata a Quaritch, pero renuncia a su crueldad y se reúne con la familia de Jake. En el funeral de Neteyam, Tonowari identifica respetuosamente a Jake y a su familia como parte de los Metkayina y da la bienvenida a su familia para que se quede, con Jake prometiendo seguir luchando contra los invasores humanos.

### Literatura

#### Avatar: The Next Shadow(2021)
Poco después de los acontecimientos de Avatar, Jake hace que los Na'vi den a su cuerpo humano un entierro tradicional y traslada al Clan Omaticaya cerca de la Puerta del Infierno para estar cerca de los aliados humanos a los que se permitió permanecer en Pandora. Dos semanas después, Jake sigue visitando el lugar de enterramiento de su antiguo cuerpo, imaginándose a sí mismo como humano. Neytiri le informa de que debe ir a ayudar al Clan Olangi, que había sufrido la mayor parte de las bajas de la guerra. Jake, pensando en que la confianza del otro clan en él se está tambaleando, le da la razón y la despide.
Jake le confía a Mo'at su falta de confianza en sí mismo como líder del clan y la culpa que siente por la destrucción de Hometree. Mo'at asegura a Jake que es más fuerte de lo que cree, y que su nuevo hogar y el hecho de que se convirtiera en Toruk Makto era la voluntad de Eywa. Los padres de Tsu'tey, Artsut y Ateyo, llegan con su otro hijo, Arvok, que desafía la posición de Jake como Olo'eyktan invocando la Primera Sangre. Jake acepta luchar contra Arvok a pesar de que Mo'at le advierte de que el ritual es peligroso. Jake derrota fácilmente a Arvok cortándole el brazo y haciéndole sangrar. Enfadado por su derrota, Arvok lanza su cuchillo a Jake, que lo atrapa, pero queda envenenado y entra en coma.
En su coma, Jake tiene pesadillas en las que es atormentado por los difuntos Miles Quaritch y Tsu'tey, hasta que involuntariamente hace tsaheylu con el Árbol de las Almas y es transportado a la Red Neural Pandorana. Los espíritus manifestados de Eytukan y Tsu'tey le instan a perdonarse por sus errores y le ofrecen orientación. Tsu'tey revela a Jake el plan de Artsut y Ateyo, explicándole que aunque sus acciones fueron equivocadas, tenían en mente los intereses de los Omaticaya. Jake decide que los castigará por sus malas acciones, pero al mismo tiempo será misericordioso con ellos.
Al despertar del coma, Jake exilia a Artsut y Ateyo por su intento de asesinato. Tras su marcha, reúne a los Omaticaya, prometiéndoles que hará todo lo que esté en su mano para guiarlos hacia un futuro mejor. Neytiri regresa y encuentra a Jake en la tumba. Neytiri comenta que no parece él mismo, pero Jake le asegura que nunca se ha sentido más él mismo y deja atrás su cuerpo humano.

#### Avatar: The High Ground(2022)
Años después de los sucesos de Avatar, Jake y Neytiri se han asentado y han creado una familia, e intentan mantener la paz en su familia, pero a Jake aún le preocupa que los humanos vuelvan, mientras que todos los demás creen que sólo es un paranoico, y creen que Eywa ahuyentó a los humanos la primera vez, y que hará lo mismo esta vez.

### Otros medios
En la película parodia de 2010 This Ain't Avatar, Jake es interpretado por Chris Johnson, en una nueva aventura con Neytiri y los Na'vi inmediatamente después de los acontecimientos de Avatar (2009). En el segmento de 2011 de Los Simpson «Treehouse of Horror XXII» «In the Na'Vi», una parodia de Avatar, el papel de Jake es ocupado por un Bart Simpson adulto, al que pone voz Nancy Cartwright, quien (en su cuerpo avatar) acaba dejando embarazada a la hija de Kang, Kamala (una parodia de Neytiri), tras enamorarse de ella, antes de liderar a las especies del planeta contra los militares después de que Milhouse (que también estaba en cuerpo avatar) los convocara allí, ya que se suponía que debían recuperar la ubicación del sagrado Hilarrium. Tras el conflicto, Bart se entera de que Kang y Kodos habrían entregado a los militares el Hilarrium que buscaban si se lo hubieran pedido. Posteriormente, el avatar de Bart apareció como personaje desbloqueable en el juego freemium para móviles The Simpson: Tapped Out, con Cartwright retomando su papel.

## Mercancía
Mattel fabricó figuras de acción de Jake Sully como parte de su gama de figuras de acción de Avatar. Las variantes incluían: Avatar Jake Sully, Avatar Jake Sully (Ropa) y Avatar Jake Sully (Guerrero). También fue incluido en una gama de juguetes de Avatar producidos para los Happy Meals de McDonald's. En 2022, McFarlane Toys comenzó a lanzar juguetes basados en la franquicia de Avatar, entre los que se incluyen una figura de acción de Jake Sully, una figura de acción de Jake montando su banshee, un set de Jake luchando contra el thanator y un set de Jake en la selva tropical de Omatikaya. Lanzaron otros tres juguetes coincidiendo con el estreno de Avatar: The Way of Water. Además, en noviembre de 2022, Funko anunció que lanzaría dos juguetes «Pop! Vinyl» basados en Jake Sully, uno que lo muestra en su cuerpo de avatar básico y el otro como Toruk Makto. Lego ha producido minifiguras de Jake Sully para su tema Lego Avatar.

## Recepción
Por su actuación en Avatar, Worthington ganó el Premio Saturn al Mejor Actor por su interpretación de Sully en la 36ª edición de los Saturn Awards. En 2022, Worthington fue nominado al premio de la Asociación de Críticos de Cine del Área de Washington D. C. a la Mejor Interpretación de Captura de Movimiento por su actuación en Avatar: The Way of Water. Sin embargo, el premio fue a parar finalmente a su compañera de reparto Zoe Saldaña.